# Hamza Merdj
Hamza Merdj (16 oktober 1993) is een Algerijns wielrenner.
Merdj begon zijn wielercarrière bij Vélo Club Sovac Algérie, de ploeg waarvoor hij nu nog altijd uitkomt. Hij won in zijn loopbaan onder andere het Arabisch kampioenschap tijdrijden met zijn ploeg.

## Erelijst
2012
- Arabisch kampioenschap (Ploegentijdrit (met Adil Barbari, Karim Hadjbouzit, Fayçal Hamza, Abderrahmane Hamza en Hichem Chaabane))

2014
- Ronde van Al Kantara

## Ploegen
- 2012-Vélo Club Sovac Algérie
- 2013-Vélo Club Sovac
- 2014-Vélo Club Sovac

Amari · Barbari · Bourezza · Chaabane · Chabaane · Dahmane · Hadjbouzit · F.Hamza · M.K.Hamza · A.Hamza · Merdj · Saada
Barbari · Baz · Ben Nasser · Benrais · Bettira · Chaabane · Chabaane · Dahmane · Droueche · Hadjbouzit · A.Hamza · F.Hamza · Lahsaini · Merdj
Amari · Barbari · Baz · Benoua · Benrais · Bouzidi · Dahmane · S.A.Fellah · A.Fellah · Hadjbouzit · F.Hamza · A.Hamza · Mansouri · Merdj · Saada